# 옛사랑 (1999년 드라마)
《옛사랑》은 MBC에서 1999년 11월 12일에 방영된 베스트극장으로, 누구나 한번쯤 안타까운 사랑의 추억을 대부분 정리되지 못한 채 비밀스럽게 간직하고 있는데 과거의 연인이 우연히 재회하면서 겪는 미묘한 감정 변화를 그렸다.

## 줄거리
32세의 서연(이주경 분)은 5살짜리 유치원생 아들을 둔 주부이다. 34세의 지방대학 전임강사 정준(조민기 분)은 아직 노총각이지만 외조카 누리를 잠시 돌보고 있다. 정준과 서연은 아픈 사랑의 추억을 묻어 버리고 자신의 삶에 충실히 살아가고 있다. 남편이 출장가던 날 서연은 아들 현범과 같은 유치원에 다니는 누리로 인해 정준과 6년 만에 만나게 된다.

## 등장 인물
- 이주경 : 서연 역
- 조민기 : 정준 역
- 이순재
- 이풍운 : 현범 역 - 서연의 아들
- 박은빈 : 누리 역 - 정준의 외조카